# Крістіан Шененбергер
Крістіан Шененбергер (Christian Schoenenberger) (народився в 1957 році в Цюриху) — швейцарський дипломат. Надзвичайний і Повноважний Посол Швейцарії в Україні з 2011 року.

## Біографія
Після закінчення вивчення природничих наук в університеті ім. Лаваля (Квебек, Канада) отримав диплом магістра і згодом захистив дисертацію у Федеральній вищій технічній школі Цюриха, отримавши ступінь доктора технічних наук. З 1983 по 1988 рік працював у складі дослідницької групи лауреата Нобелівської премії Ріхарда Ернста.
У 1988 році вступив на дипломатичну службу до Федерального департаменту закордонних справ (ФДЗС) Швейцарії. Після стажування у ФДЗС у Берні та в Брюсселі з 1990 року працював дипломатичним радником в Інтеграційному бюро ФДЗС та Федерального департаменту економіки, був членом делегації Швейцарії на переговорах про створення Європейського економічного простору.
У 1994 році отримує посаду заступника посла у Посольстві Швейцарії в Кореї. Після повернення з Сеулу в 1997 році був призначений заступником начальника Управління економічного співробітництва у ФДЗС Швейцарії. З 2002 по 2007 рік працює на посаді заступника посла у Посольстві Швейцарії в Австрії. Після повернення до Берну очолював виконання проектів з кадрової політики в Департаменті персоналу ФДЗС.
У 2008 році був призначений керівником спеціальної міжгалузевої робочої групи з питань ядерного роззброєння та нерозповсюдження ядерної зброї, яка займається реалізацією політики Швейцарії в галузі ядерного роззброєння.
З 2011 року Надзвичайний і Повноважний Посол Швейцарії в Києві